# مایکل مورل
مایکل جوزف مورل (انگلیسی: Michael Morell؛ زادهٔ ۴ سپتامبر ۱۹۵۸) تحلیلگر اطلاعاتی آمریکایی است. او به عنوان قائم مقام اداره‌کننده و نیز دو بار به عنوان کفیل اداره‌کنندهٔ سیا در سال‌های ۲۰۱۱ و سپس از ۲۰۱۲ تا ۲۰۱۳ فعالیت کرده است. او منتقد گزارش سال ۲۰۱۴ کمیته اطلاعاتی سنا در خصوص استفادهٔ سیا از تکنیک‌های بازجویی ارتقایافته، که بسیاری آن را شکنجه می‌دانند است و همچنین از، قتل هدفمند سیا به وسیلهٔ پهپادها دفاع می‌کند.